# An Essay on the Principle of Population
An Essay on the Principle of Population (Assaig sobre els principis de la població) és una obra de Thomas Malthus, publicada anònimament el 1798. El llibre advertia de les dificultats futures, en una interpretació de la població augmentant en progressió geomètrica (segons la qual es duplicaria cada 25 anys) mentre que la producció d'aliments augmentava en progressió aritmètica, la qual cosa deixaria una diferència resultant en la manca d'aliments i fam, tret que les taxes de natalitat disminueixin.
Tot i que no va ser el primer llibre sobre població, el llibre de Malthus va alimentar el debat sobre la mida de la població a la Gran Bretanya i va contribuir a l'aprovació de la Llei del cens 1800. Aquesta llei va permetre la celebració d'un cens nacional a Anglaterra, Gal·les i Escòcia, començant el 1801 i continuant cada deu anys fins a l'actualitat. La sisena edició del llibre (1826) va ser citada independentment com una influència clau tant per Charles Darwin com per Alfred Russel Wallace en el desenvolupament de la teoria de la selecció natural.
Una part clau del llibre estava dedicada al que ara es coneix com la Llei Malthusiana de la Població. La teoria afirma que les taxes de població creixents contribueixen a un augment de l'oferta de treball i, inevitablement, redueixen els salaris. En essència, Malthus temia que el creixement continuat de la població comporti pobresa.
El 1803, Malthus va publicar, sota el mateix títol, una segona edició molt revisada de la seva obra. La seva versió final, la 6a edició, es va publicar el 1826. El 1830, trenta-dos anys després de la primera edició, Malthus va publicar una versió condensada titulada A Summary View on the Principle of Population, que incloïa respostes a les crítiques de l'obra més gran.